# Teorie oficiální lidovosti
Teorie oficiální lidovosti je označení státní ideologie Ruské říše v literatuře za vlády zjevená Mikuláše I. V Rusku, od panování Petra Velikého, vládnoucí kruhy uznaly potřebu vytvořit vlastní třídu vzdělaných lidí. Od Velké francouzské revoluce je v Rusku problém revoluce na denním pořádku, a to nejen teoreticky, nýbrž i prakticky. Reakce Alexandra I. a Mikuláše I., jež se zcela výslovně obrátila proti revoluce, zatlačila ruské myšlení do dvou směrů, do směru revolučního a do protivolučního. Počínaje Radiščevem vyvíjí se od Pestela směr revoluční: Bělinskij, Gercen, Bakunin, Černyševskij, Dobroljubov a nihilisté vůbec, teroristé zejména z Narodnoj voli, dále Pjotr Lavrov a Nikolaj Michajlovskij, a konečně revoluční směry socialistické a anarchistické (marxisté – Petr Kropotkin). Na straně pravé máme oficiální politiku, kterou hrabě Sergej Uvarov zredukoval v prostou formuli „Pravoslaví-Samoděržaví-Lidovost“ a jež učinila dojem nejen na Puškina, nýbrž zejména na Gogola; slavjanofilové se namáhali dát této formuli obsah filozofický, ale brzy se tato filozofie změnila v předpisy teokracie – Katkov a dokonce i Pobědonoscev a Leonťjev stali se mluvčími cézaropapistické reakce.
V ruském originálu heslo zní jako „Православие. Самодержавие. Народность.“ Poslední slovíčko je ale z hlediska jazykového dost problematické. Často se mylně překládá jako národnost (angl. nationality). V originálu však stojí specificky ruský termín, který akcentuje lidový živel ruské národnosti. Trojprincipem se v podání Uvarova měla řídit národní osvěta: musela vycházet z nepopiratelného faktu samoděržaví jakožto záruky stability a klidu. Vzdělanost v duchu „Pravoslaví-Samoděržaví-Lidovost“ pak měla zaručit, že se mezi mládeží budou šířit „správné představy o světě“.